# Victor Halperin
Victor Hugo Halperin (Chicago, Illinois 24 de agosto de 1895 - Benton, Arizona, 17 de mayo de 1983) fue un director, productor y guionista estadounidense. 
La mayoría de su obra se enmarca en los géneros de romance y terror. Trabajó con su hermano, Edward, con el que fundó una productora de cine en los años '20. 
Las películas más notables que produjeron en el género romántico incluyen When a girl loves (1924), Greater than marriage (1924), The unknown lover (1925), Party girl (1930) y Girls town (1942). En el género del terror se iniciaron con la notable White Zombie (La legión de los muertos sin alma en España), que pasa por ser la primera película de zombis de la historia y que fue protagonizada por Béla Lugosi en el papel de Legendre. A White zombie le siguieron Supernatural (1933), Revolt of the zombies (1936), Torture ship (1937) y Buried alive (1939).